# Тетрик I
Гај Пије Езувије Тетрик (лат. Gaius Pius Esuvius Tetricus) је био цар Галског царства од 271. до 274. У почетку је био управник (лат. praeses) провинције Галије Аквитаније, а цар је постао након убиства цара Викторина 271, односно након што је добио подршку Викторинове мајке Викторије. Током своје владавине суочио се са спољашњим притисцима германских нападача, који су опустошили источне и северне делове његовог царства и Римског царства, од којег се Галско царство отцепило. Такође се суочио са растућим унутрашњим притиском, због чега је прогласио свог сина, Тетрика II, цезарем 273, а могуће и савладаром 274, мада је то дискутабилно. Римски цар Аурелијан је водио походе против Галског царства 273 и 274, који су се завршили битком на Каталаунским пољима, где се Тетрик предао. Постоје сумње да је Тетрикова предаја резултат његовог пораза. Заступљено је и мишљење да је она унапред договорена тајним договором између Тетрика и Аурелијана. Аурелијан је поштедео Тетрика, чак га је именовао за сенатора и управника (лат. corrector) италијанске регије Луканија и Брутија. Умро је природном смрћу пар година касније.